# Alsodes valdiviensis
Alsodes valdiviensis és una espècie de granota de la família Leptodactylidae que viu a Xile. Aquesta espècie és coneguda des del Turó Mirador a la Serralada Pelada, Província de Valdivia, Xile, a 1.100 m snm. És probablement més àmpliament distribuïda del que es reconeix actualment. Aquesta espècie va ser trobada sota de troncs en zones d'ecotò entre aiguamolls i boscos de Nothofagus fitzroyi temperat. Es reprodueix per desenvolupament larvari en fredes corrents de moviment ràpid. No hi ha amenaces significatives per a la supervivència d'aquesta espècie.